# Regla de Jordan
La regla de Jordan, anomenada en honor de l'ictiòleg estatunidenc David Starr Jordan, descriu la relació inversa existent entre la temperatura de l'aigua i les característiques merístiques. La relació que s'observa més habitualment és que els radis de les aletes, les vèrtebres i el nombre d'escates augmenten amb la reducció de la temperatura.